# Liste der Generalsuperintendenten in Danzig
Diese Liste der Generalsuperintendenten in Danzig zeigt die Ämter der geistlichen Leiter für die lutherische und später verwaltungsmäßig unierte evangelische Kirche mit Sitz in Danzig von 1566 bis 1945. Diese wechselte verschiedentlich die Bezeichnung. Auch der Zuständigkeitsbereich veränderte sich, oft im Zusammenhang mit politischen Veränderungen. 

## Hinweis zu den Amtsbezeichnungen und -bereichen
Mit der Herausbildung der lutherischen Kirche Danzigs bildeten die Prediger der Kirchen ein Kollegialorgan, das geistliches Ministerium (E.E. Geistliches Ministerium der Augsburgischen Confession zu Danzig) genannt wurde, und wählten aus ihrer Mitte einen Senior, der jedoch nur primus inter pares war. Bis 1793 beschränkte sich der Wirkungskreis der geistlichen Leiter auf die Stadt und das Landgebiet der Regia Civitas Gedanensis, der polnischen Königlichen Stadt Danzig. Bis 1807 gehörte Danzig dann zum Königreich Preußen, war bis 1813 als Republik Danzig wieder unabhängig, kam dann aber an die preußische Provinz Westpreußen. Mit der ab 1817 betriebenen Union lutherischer und calvinistischer (reformierter) Kirchengemeinden in einer Verwaltungseinheit, der ab 1821 Evangelische Kirche in Preußen genannten Landeskirche, entstand die Kirchenprovinz Westpreußen. 

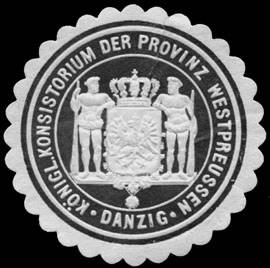
Siegelmarke des Konsistoriums Westpreußens zu Danzig

Die geistliche und administrative Leitung lag nunmehr bei dem 1816 in Danzig eingerichteten Konsistorium, ein westpreußisches Amt des geistlichen Leiters bestand jedoch nicht. Den Vorsitz im Konsistorium führte der Regierungspräsident in Danzig, da es zugleich für die Schulaufsicht zuständig war. Der König berief aber den bisherigen Senior des geistlichen Ministeriums als Konsistorialrat in das neue Konsistorium. Erst 1829 wurde für die Kirchenprovinzen das Amt des Generalsuperintendenten eingerichtet, jedoch wurde 1831 die Kirchenprovinz Westpreußen, wie schon 1829 die politische Provinz, mit derjenigen Ostpreußens zur Kirchenprovinz Preußen zusammengeschlossen. Das Konsistorium in Danzig wurde 1832 aufgehoben und die Zuständigkeit demjenigen in Königsberg in Preußen übertragen. 1830 war die Danziger reformierte St.-Petri-Pauli-Kirche der Landeskirche beigetreten.
1883 wurde ein Generalsuperintendent separat für Westpreußen ernannt, doch bis zur Wiederherstellung der Kirchenprovinz Westpreußen und des Konsistoriums Danzig drei Jahre später, saß dieser in Königsberg in Preußen. Seit 1845 waren die Konsistorien nicht mehr für die Schulaufsicht zuständig (diese oblag dem Provinzialschulkollegium), so dass das Konsistorium Danzig nunmehr eine Einrichtung allein der Landeskirche war.
1920 löste sich die Kirchenprovinz Westpreußen auf. Das Konsistorium Danzig und das Amt des Generalsuperintendenten blieben bestehen, ihre Zuständigkeit beschränkte sich nun aber auf die im Landessynodalverband der Freien Stadt Danzig zusammengeschlossenen protestantischen Kirchengemeinden. Bei Deutschland verbliebene Kirchengemeinden im südwestlichen und östlichen Westpreußen kamen an die neue Kirchenprovinz Grenzmark Posen-Westpreußen bzw. die Kirchenprovinz Ostpreußen. Die Mitgliedsgemeinden im Gebiet der neugeschaffenen Woiwodschaft Pommerellen schlossen sich der Unierten Evangelischen Kirche in Polen an. 
1933 stürzten Deutsche Christen in der Danziger Landessynode mit ihrer Mehrheit den Generalsuperintendenten und ernannten einen Nachfolger, nunmehr gemäß Führerprinzip als Bischof, mit Weisungsrecht, tituliert. Nach der deutschen Annexion Danzigs 1939 schuf die altpreußische Landeskirche einen neuen Verwaltungsbereich für die angeschlossenen Kirchengemeinden, das Kirchengebiet Danzig-Westpreußen, territorial identisch mit dem neuen Reichsgau Danzig-Westpreußen. Konsistorium Danzig und der Bischof erhielten für den vergrößerten Amtsbereich die Zuständigkeit. Sie übernahmen die in Pommerellen gelegenen Kirchengemeinden der Unierten Evangelischen Kirche in Polen, die nunmehr als Unierte Evangelische Kirche im Wartheland allein für den Warthegau zuständig war.
Im März 1945 verlegte das Konsistorium Danzig seinen Sitz nach Lübeck, der Bischof floh nach Göttingen. Oberkonsistorialrat Gerhard Gülzow richtete für überlebende Danziger Flüchtlinge und Vertriebene zu Lübeck die Hilfsstelle beim evangelischen Konsistorium Danzig ein. Durch die Flucht, Ermordung und Vertreibung der meisten Protestanten gingen die meisten evangelischen Kirchengemeinden im Kirchengebiet unter, ihr Immobiliarvermögen wurde meist enteignet. Eine geistliche Leitung für einen Amtsbereich protestantischer Kirchengemeinden besteht heute in Danzig nicht mehr, aber in Zoppot, wo die lutherische Diözese Pommern-Großpolen einen Bischofssitz unterhält.

## Geistliche Leiter

### Senioren des geistlichen Ministeriums zu Danzig
- 1566–1590: Johann Kittelius (1519–1590)
- 1590–1596: Vakanz, wegen des Streits zwischen Calvinisten und Lutheranern kam es nicht zu einer Besetzung
- 1596–1616: Michael Coletus (1545–1616)
- 1616–1618: ?
- 1618–1643: Johannes Corvinus (alias Johann Rabe), entlassen
- 1643–1661: Johann Botsack
- 1661–1669: Johann Mankisch (1617–1669)
- 1669–1672: ?
- 1672–1679: Nathanael Dilger (1604–1679)
- 1679–1684: ?
- 1684/85–1702:  Andreas Kühn (1624–1702)
- 1702–? : Constantin Schütz[6]
- 1705–1736: Joachim Weickhmann (1662–1736)
- 1737–1748: Carl Joachim Sibeth/Cibeth (1692–1748)
- 1748–1750: ?
- 1750–1758: Friedrich Wilhelm Kraft (1712–1758)
- 1758–1760: Vakanz
- 1760–1791: Jonathan Heller (1716–1791)
- 1791–1800: Nathanael Friedrich Treuge (1731–1800)
- 1801–1827: Karl Friedrich Theodor Bertling (1754–1827), ab 1816 zudem Konsistorialrat in Danzig
- 1827–1883: Vakanz

### Generalsuperintendenten für Westpreußen
- 1883–1892: Emil Heinrich Taube (1819–1892)
- 1893–1911: Gustav Adolf Doeblin (1843–1924)
- 1911–1920: Wilhelm Reinhard (1860–1922)

### Geistliche Leiter des Landessynodalverbandes Danzig
- 1920–1934: Paul Friedrich Max Kalweit, Generalsuperintendent (1867–1944)
- 1934–1940: Johannes Beermann, Bischof (1878–1958)

### Bischof des Kirchengebiets Danzig-Westpreußen
- 1940–1945: Johannes Beermann